# Pandosia
Pandosia (łac. Dioecesis Anglonensis) – stolica historycznej diecezji w Italii erygowanej w roku 1100.
Współczesne miasto Anglona w prowincji Matera we Włoszech. Obecnie katolickie biskupstwo tytularne ustanowione w 1976 przez papieża Pawła VI.

## Biskupi tytularni
| Lp. | Biskup                              | Funkcja                                 | Od              | Do                   |
| --- | ----------------------------------- | --------------------------------------- | --------------- | -------------------- |
| 1   | Andrea Cordero Lanza di Montezemolo | nuncjusz apostolski                     | 5 kwietnia 1977 | 13 kwietnia 1991     |
| 2   | Carles Soler Perdigó                | biskup pomocniczy Barcelony (Hiszpania) | 16 lipca 1991   | 30 października 1991 |
| 3   | Giuseppe Pinto                      | nuncjusz apostolski                     | 4 grudnia 2001  |                      |